# Terra Vittoria

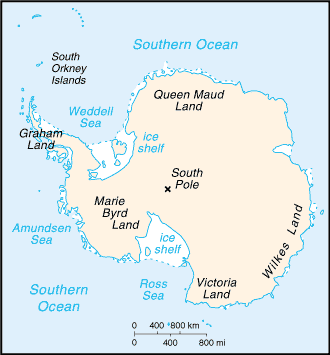
Terra Vittoria è individuabile nella parte inferiore della mappa.

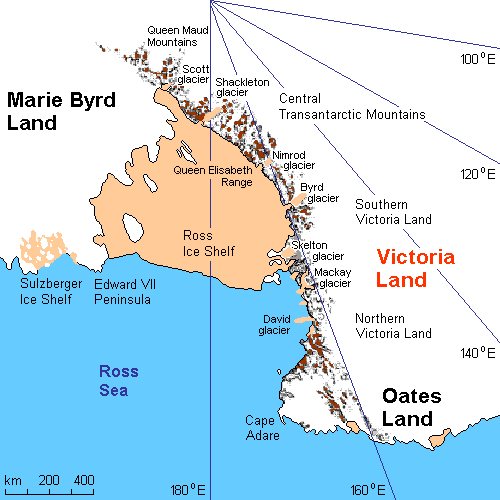
Mappa della Terra Vittoria

La Terra Vittoria (in inglese: Victoria Land) è una regione dell'Antartide Orientale.

## Geografia
I confini della Terra Vittoria non sono molto ben definiti, tuttavia generalmente si considera che essa si estenda verso ovest a partire dalla costa occidentale del mare di Ross fino all'inizio del Altopiano Antartico e verso sud a partire dalla costa antartica fino alla latitudine di 78°00' S, di fatto considerando il promontorio della scogliera Minna, che divide la costa di Hillary, a sud, dalla costa di Scott, a nord, come suo punto più meridionale. Ciò fa sì che la Terra Vittoria si sovrapponga, nella sua parte più orientale, alla parte nord-occidentale della Dipendenza di Ross, e, nella sua parte occidentale, alle regioni settentrionali della Terra di Oates, della Terra di Giorgio V e della Terra Adelia.
La regione include moltissime formazioni geografiche di ampio interesse, inclusi alcuni tratti dei Monti Transantartici, come le montagne del Principe Alberto e i monti Southern Cross, e le valli secche McMurdo, uno dei luoghi più interessanti e studiati dell'Antartide a causa della mancanza di ghiaccio che rende più facili gli studi geologici, nonché alcuni dei più vasti ghiacciai antartici, come il Lillie e il Rennick. La Terra Vittoria include anche alcuni vulcani attivi, qual è ad esempio il monte Melbourne, uno stratovulcano che arriva a 2732 m s.l.m..

## Storia

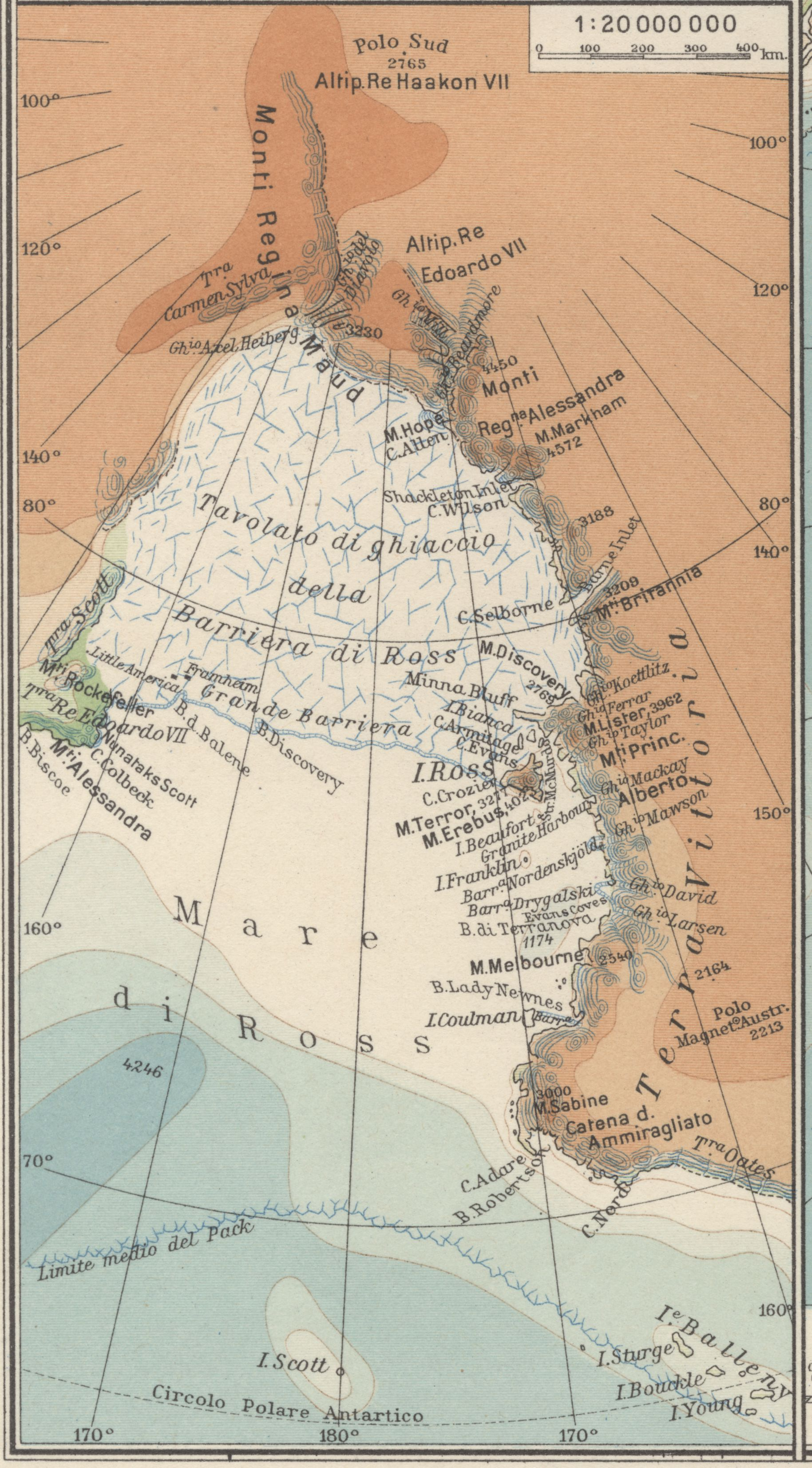
Mappa della Terra Vittoria del 1929

La Terra Vittoria è stata scoperta nel corso della spedizione di ricerca britannica svolta dal 1839 al 1843 al comando di James Clark Ross, che esplorò quello che è oggi chiamato Mare di Ross scoprendo, tra le altre cose, anche la barriera di Ross. Proprio Ross intitolò la regione alla regina Vittoria del Regno Unito. 
Da allora, la Terra Vittoria è stata meta di moltissime spedizioni di ricerca internazionali, divenendo anche sede di molte basi di ricerca, tra cui figura anche l'italiana "Mario Zucchelli", operativa dal 1985.